# Musée de la Grande Guerre du Pays de Meaux
Das Musée de la Grande Guerre du Pays de Meaux ist ein Museum zum Ersten Weltkrieg in Meaux in der Nähe der Marne in Frankreich.

## Hintergrund
Bei der Stadt Meaux tobte Anfang September 1914 die erste Marneschlacht, die Stadt war der am nächsten bei Paris gelegene Ort, den die deutschen Truppen erreichten. Die benachbarte Region von  Château-Thierry war 1918 Ort der zweiten Marneschlacht, an der auch US-amerikanische Truppen beteiligt waren. Das Museum steht in unmittelbarer Nähe zu dem 1932 von den US-Amerikanern errichteten Kriegerdenkmal La liberté éplorée des Bildhauers Frederick William MacMonnies.
Das Museum basiert auf einer Sammlung von 20.000 Objekten und 30.000 Dokumenten des Sammlers Jean-Pierry Verney, die 2005 auf Betreiben des UMP-Politikers und Bürgermeisters der Stadt Meaux Jean-François Copé vom Gemeindeverband Communauté d’agglomération du Pays de Meaux erworben wurde. Copé und Kulturminister Frédéric Mitterrand legten im April 2010 den Grundstein für den Museumsbau des Architekten Christophe Lab.
Zu seiner Eröffnung am "11.11.11 um 11:11 Uhr" wurde das Museum von dem Historiker Marc Ferro mit einem Parcours von 13 zeitlichen Etappen und zehn Themenschwerpunkten eingerichtet.